# United Daughters of the Confederacy
L'United Daughters of the Confederacy (UDC) est une association de lignage américaine de femmes du Sud créée en 1894 à Nashville, Tennessee. Les buts déclarés de l'organisation comprennent la commémoration des soldats confédérés et le financement de l'érection de mémoriaux à ces hommes. De nombreux historiens ont décrit le traitement par l'organisation de la Confédération, ainsi que sa promotion du mouvement Lost Cause, comme un plaidoyer pour la suprématie blanche,. « Ce sont les femmes », plus précisément celles de l'UDC, qui « ont fondé la tradition confédérée ».

## Création et but
Le groupe est fondé le 10 septembre 1894 par Caroline Meriwether Goodlett et Anna Davenport Raines comme « National Association of the Daughters of the Confederacy ». Le premier chapitre est formé à Nashville. Le nom est peu après changé en son intitulé actuel. Leur intention déclarée était de « raconter la lutte glorieuse contre les plus grands conflits auxquelles une nation ait jamais été confrontée, que leur mémoire sacrée ne devrait jamais mourir ». Leur activité principale était de soutenir la construction de mémoriaux confédérés. L'UDC affirme également que ses membres soutiennent les troupes américaines et honorent les vétérans de toutes les guerres américaines.
En 1896, l'organisation créé les Children of the Confederacy pour transmettre ses valeurs aux jeunes générations à travers une représentation mythique de la guerre civile et de la Confédération. Selon l'historienne Kristina DuRocher, « comme les groupes d'enfants du KKK, l'UDC a utilisé les Children of the Confederacy pour transmettre aux nouvelles générations leur propre vision suprémaciste blanche de l'avenir ». L'UDC dément les affirmations selon lesquelles elle promeut la suprématie blanche.
Le chercheur en études des communications W. Stuart Towns note le rôle de l'UDC, « exigeant des manuels pour les écoles publiques qui racontent l'histoire de la guerre et de la Confédération d'un point de vue du sud ». Il ajoute que leur travail est l'un des « éléments essentiels de la perpétuation de la mythologie confédérée ».
Son siège social est situé dans le Memorial Building to the Women of the Confederacy à Richmond en Virginie,.

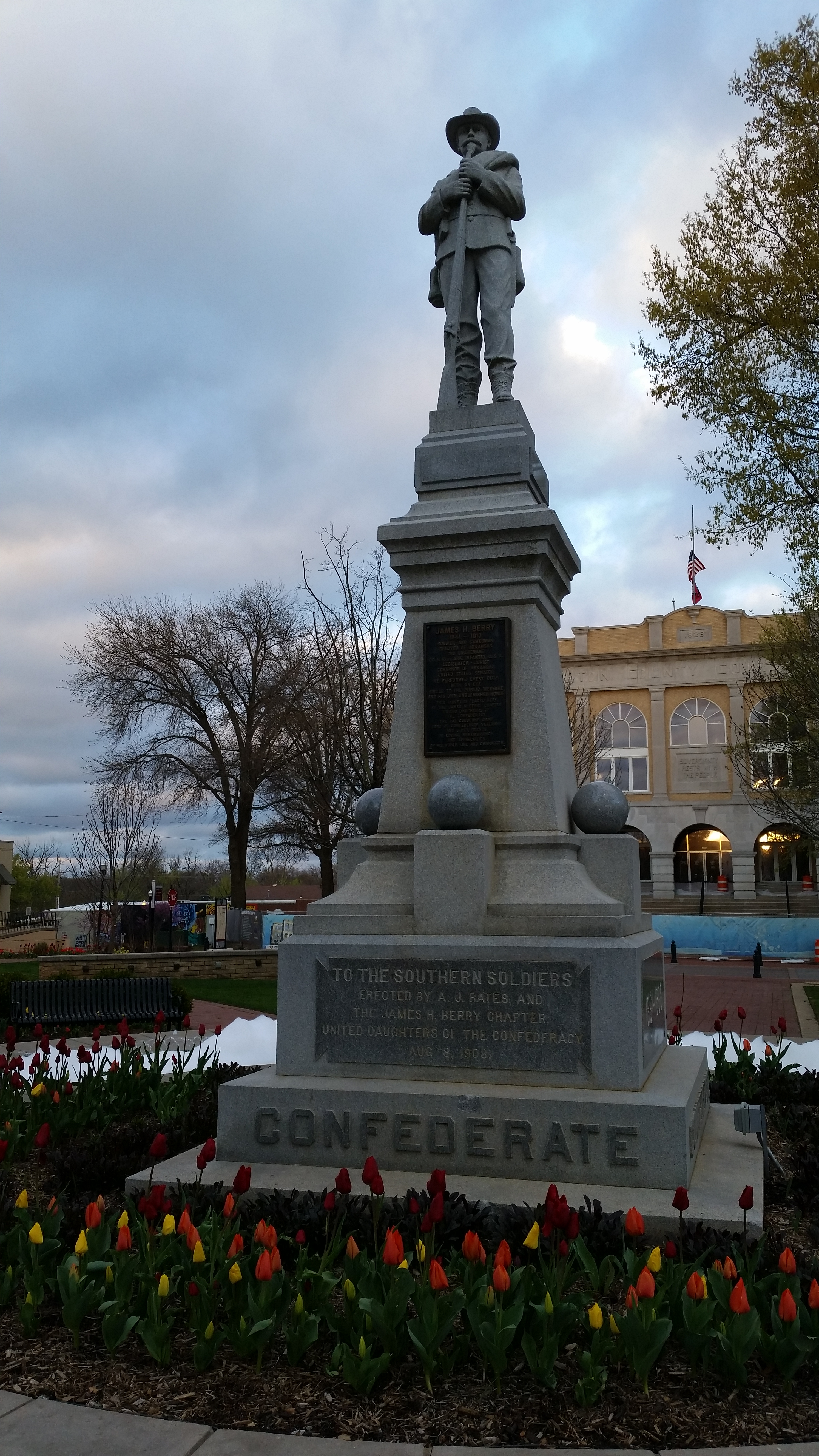
Monument dédié par l'UDC le 8 août 1908.

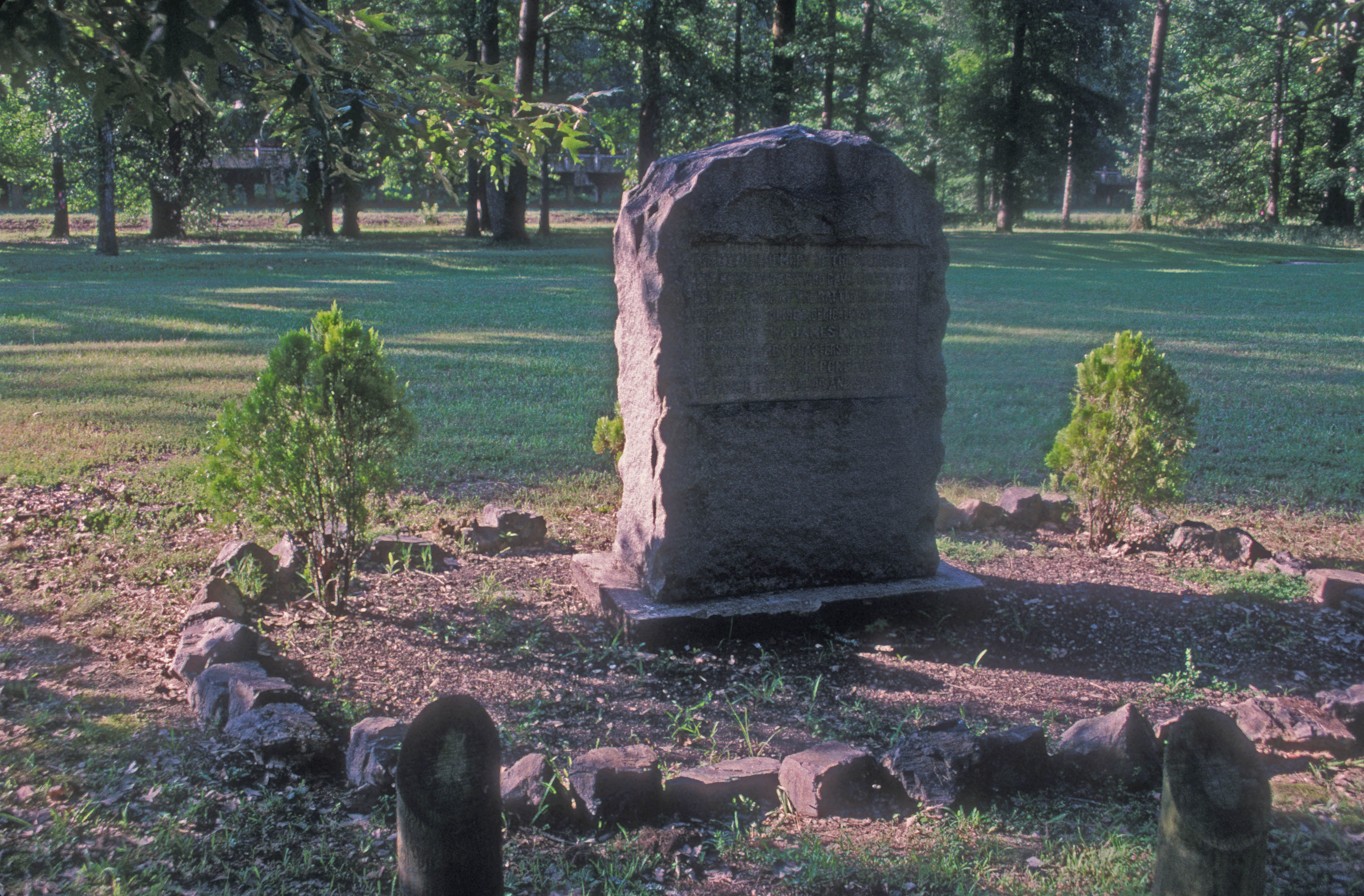
Mémorial du champ de bataille dédié par l'UDC le 19 septembre 1928.

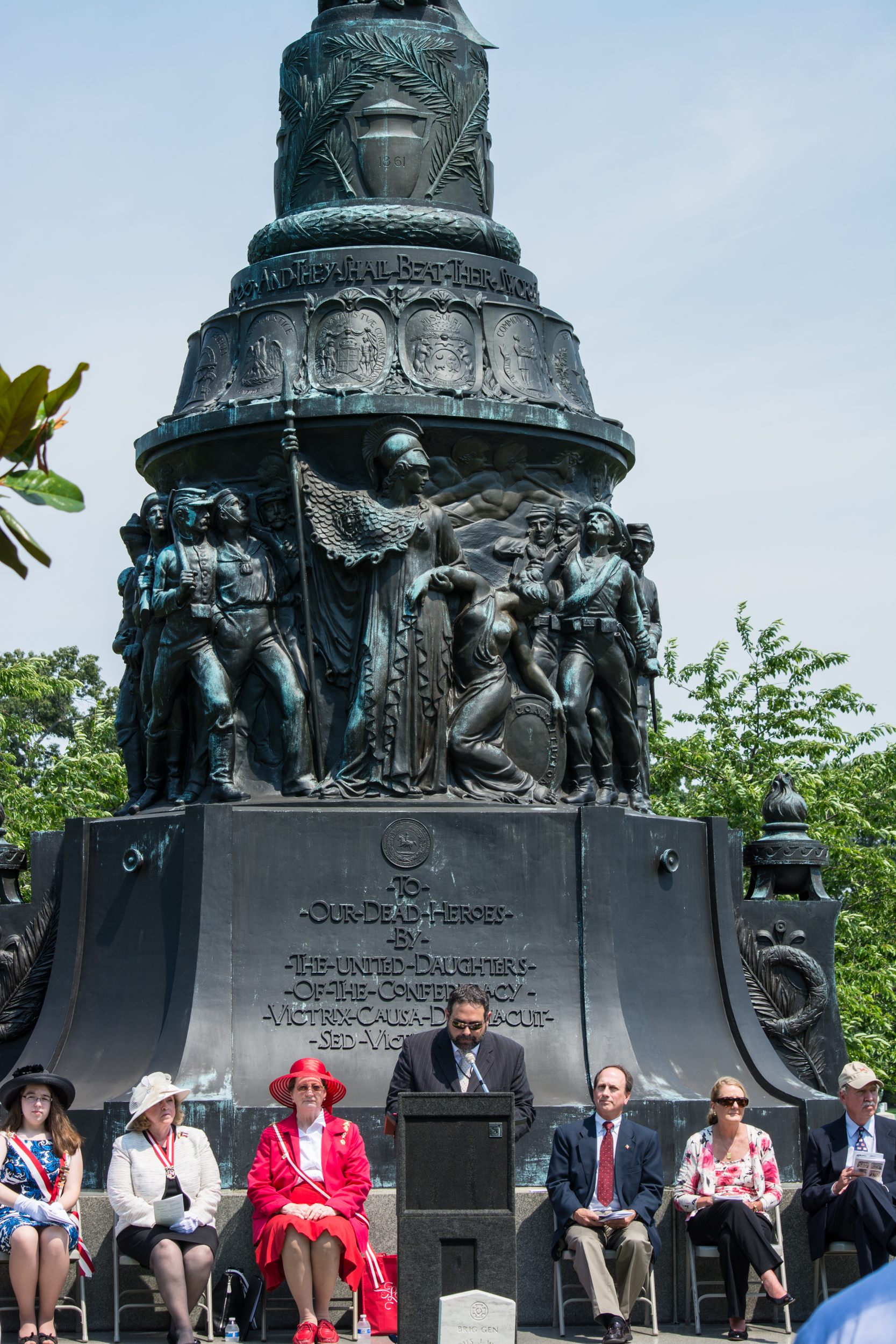
Célébration du Confederate Memorial Day devant le Monument aux morts confédérés, cimetière national d'Arlington, le 8 juin 2014.